# Melanocorypha
A Melanocorypha a madarak osztályának verébalakúak (Passeriformes) rendjébe és a pacsirtafélék (Alaudidae) családjába tartozó nem.

## Rendszerezésük
A nemet Friedrich Boie írta le 1828-ban, az alábbi fajok tartoznak ide:
- hegyi kalandrapacsirta (Melanocorypha bimaculata)
- kalandrapacsirta (Melanocorypha calandra)
- szerecsenpacsirta (Melanocorypha yeltoniensis)
- óriáspacsirta (Melanocorypha maxima)
- mongol pacsirta (Melanocorypha mongolica)
- fehérszárnyú pacsirta (Melanocorypha leucoptera[2] vagy Alauda leucoptera[1])

## Fosszilis leletek
- Melanocorypha serdicensis (késő miocén, Bulgária)[3]
- Melanocorypha donchevi (késő miocén, Bulgária[3]
- Melanocorypha minor (pliocén, Beremend, Magyarország)[4]